# Sinisterigone
Genre
Sinisterigone est un genre d'araignées aranéomorphes de la famille des Linyphiidae.

## Distribution
Les espèces de ce genre sont endémiques du Yunnan en Chine,.

## Liste des espèces
Selon World Spider Catalog (version 24, 27/01/2023) :
- Sinisterigone circularis Irfan, Zhang & Peng, 2022
- Sinisterigone incurvata Irfan, Zhang & Peng, 2022
- Sinisterigone rutunda Irfan, Zhang & Peng, 2022

## Systématique et taxinomie
Ce genre a été décrit par Irfan, Zhang et Peng en 2022 dans les Linyphiidae.

## Publication originale
- Irfan, Zhang & Peng, 2022 : « Survey of Linyphiidae (Arachnida: Araneae) spiders from Yunnan, China. » Megataxa, vol. 8, no 1, p. 1-292.